# Felice Borel
Felice Placido Borel, conhecido também como Borel II (Nice, 5 de abril de 1914 - Turim, 21 de janeiro de 1993), foi um futebolista e treinador de futebol italiano. Nasceu na França, país onde na época trabalhava seu pai, o também futebolista Ernesto Borel. Um irmão mais velho, Aldo Borel, também foi futebolista, e para distingui-los a imprensa referia-se a este como Borel I e a Felice, como Borel II. Venceu como reserva a Copa do Mundo FIFA de 1934 e é o sexto maior artilheiro da Juventus, a despeito de uma lesão no joelho quando ainda tinha 21 anos ter diminuído a frequência de gols que conseguia até então. Era apelidado de Farfallino ("Borboletinha").

## Carreira

### Auge precoce
Seu pai já havia defendido a Juventus, mas foi no rival Torino que Borel começou no futebol. Seu irmão Aldo, mais velho, profissionalizou-se na equipe grená, ainda que posteriormente tenha defendido a Juve - que, por sua vez, buscou Felice ainda nos juvenis do Toro. Borel causaria impacto imediato; na primeira temporada da carreira, com 18 anos de idade, marcou 29 gols em 28 jogos no campeonato italiano, estabelecendo um recorde que durou setenta anos - o de melhor média de gols em uma temporada no torneio. A marca seria superada por Christian Vieri, curiosamente outro ex-jogador de Torino e Juventus. A partir dessa temporada, inclusive, Borel marcaria em seis clássicos seguidos contra os vizinhos.
Borel estreou em 1932, e ao longo da temporada 1932-33 marcou no próprio clássico com o Torino, fora de casa (único gol da partida), duas vezes em 4-0 na Lazio, três vezes no 6-1 sobre a Triestina, no 1-1 fora de casa com o Milan, no 1-0 fora de casa sobre a Roma, o da vitória de virada no dérbi com o Torino por 2-1 no returno, três vezes em 5-0 sobre a Fiorentina, dois em 3-0 sobre o Milan no returno e três em 5-0 sobre o Palermo na rodada final. Seu clube foi campeão e ele, artilheiro do campeonato.[carece de fontes?]
Na temporada seguinte, a de 1933-34, Borel conseguiu novo título italiano com a Juventus e nova artilharia, elevando-se para 31 gols - incluindo os três de vitória por 3-2 fora de casa sobre a Roma; um em 4-0 no clássico com o Torino; dois em 5-0 na Fiorentina; dois em 8-1 no Genoa, na época ainda o clube mais vezes campeão nacional;[carece de fontes?] três em 5-1 no Brescia; o que abriu a vitória de 2-1 em novo clássico com o Torino, pelo returno; um em 4-0 sobre o Milan e o segundo no 2-0 fora de casa sobre a Lazio, na rodada final. Nesse jogo, a Juventus foi campeã.[carece de fontes?] Foi o quarto título seguido, algo inédito para qualquer time italiano na época.[carece de fontes?] Foi em meio a essa temporada que ele fez seus únicos três jogos pela seleção italiana.
O tetracampeonato seguido, já inédito, virou um pentacampeonato na temporada posterior. A marca só seria superada na década de 2010, pela própria Juventus, e igualada somente pelo Grande Torino da década de 1940 e pela Internazionale da década de 2000.[carece de fontes?] Borel, dessa vez, marcou quatorze gols, incluindo o do empate em 1-1 com o Torino; o último de 4-1 fora de casa sobre a Lazio; os dois da vitória de virada por 2-1 fora de casa sobre a Roma; o único do duelo contra o Milan; o que abriu triunfo de 3-1 com o Torino pelo returno; e os dois de novo 2-1 obtido pela Roma, também no returno.[carece de fontes?] Uma lesão no joelho foi a responsável por diminuir drasticamente os números de Borel, que ainda tinha 21 anos mas viu o restante da carreira ser condicionado a esse infortúnio.

### Declínio também precoce
Após o pentacampeonato, a Juventus só voltaria a ser campeã na temporada 1949-50, no maior jejum do clube na Serie A.[carece de fontes?] Na temporada 1934-35, Borel II só marcou três gols, menos que o irmão Borel I,[carece de fontes?] que se tornara seu colega de clube e era considerado menos talentoso. Ambos chegaram a marcar juntos os gols de vitória por 2-1 sobre a Lazio naquela temporada, em que a Juve terminou no quinto lugar.[carece de fontes?]
Na temporada 1936-37, Borel II reuniu dezesseis gols que lhe deram o terceiro lugar na artilharia geral. Apesar disso e de seu colega Guglielmo Gabetto ter somado um gol a mais, a Juventus novamente ficou em quinto. Sete dos gols de Borel, por outro lado, vieram em apenas duas  partidas, ao marcar três em triunfo de 4-3 sobre o Milan e quatro em 6-2 sobre a Sampierdarenese, ambos fora de casa. Na temporada seguinte, foram sete gols, incluindo sobre Milan (2-0) e no clássico com o Torino (3-0). A Juventus foi vice-campeã na Serie A por dois pontos, mas com três jogadores marcando mais gols que Borel. O time em paralelo venceu pela primeira vez a Copa da Itália, justamente em final contra o Torino. Mas o Borel que atuou foi o I e não o II.[carece de fontes?]
Na de 1938-39, o clube ficou em nono e Borel II marcou um único gol. Na de 1939-40, ele fez cinco gols na campanha do terceiro lugar. Na seguinte, foram oito gols, metade deles em duas partidas específicas - em 3-1 sobre a Roma e em 2-2 com o Venezia, empatando no penúltimo minuto. A Juve terminou em quinto.[carece de fontes?]
Para a temporada 1941-42, Borel mudou-se brevemente para o Torino. Germinando o chamado Grande Torino daquela década, o rival ficou no vice-campeonato com Borel marcando sete gols como grená, ainda que três deles tenham vindo apenas em uma só partida, em 9-1 contra a Atalanta. Destacou-se também em cada jogo contra a Ambrosiana, nome da Internazionale na época; empatou a partida em 1-1 no primeiro turno e fez o gol da vitória por 3-2, fora de casa e a nove minutos do fim, no returno.[carece de fontes?] Borel ficou apenas aquela temporada no Toro e sua maior contribuição foi nos bastidores; aproximou-se do presidente do clube e influenciou na formação do Grande Torino ao convencer o dirigente a contratar técnicos que adotassem o sistema tático chamado sistema ao invés daqueles que aplicassem o denominado metodo. Embora dominante no decorrer daquela década, o Torino ao longo daquele período dourado usou diversos técnicos.
Após sua temporada pelo Torino, Borel retornou à Juventus para acumular as funções de técnico e jogador, atuando em nível razoável até despedir-se do clube em 1946. Marcou sete gols pelo time terceiro colocado na temporada 1942-43,[carece de fontes?] no que foi o último campeonato italiano regularmente travado em meio à Segunda Guerra Mundial.[carece de fontes?] O torneio foi retomado precisamente na temporada 1945-46, excepcionalmente com fase de grupos. Borel marcou dez vezes, sete na fase de grupos (incluindo um em 2-2 com a Internazionale em Milão e dois em 4-1 no Genoa) e três no octogonal final. A Juve esteve muito próxima do troféu, começando a rodada derradeira do octogonal na liderança, mas o empate fora de casa com o Napoli propiciou que os alvinegros fossem ultrapassados pelo Torino, que assim foi campeão.[carece de fontes?]

## Seleção
O domínio da Juventus no campeonato italiano na primeira metade da década de 1930 fez com que os jogadores do clube naturalmente compusessem a base da seleção italiana na época. Borel estreou pela Azzurra em 22 de outubro de 1933, marcando o único gol da partida contra a Hungria, dentro de Budapeste. Foi convocado à Copa do Mundo FIFA de 1934,[carece de fontes?] na qual cinco jogadores da Juve eram titulares. Mas não foi o caso dele.
Borel foi um exemplo de campeão de Copa do Mundo FIFA com consagração no futebol mas sem exatamente brilhar no torneio, como Pepe (1958 e 1962), Günter Netzer (1974), Franco Baresi (1982), Ricardo Bochini (1986), Raí (1994), Kaká (2002), Francesco Totti (2006) ou Fernando Torres (2010).
Borel jogou apenas três vezes pela Itália. Após a estreia, esteve na vitória por 5-2 sobre a Suíça em 3 de dezembro de 1933 em Florença; e, em sua única participação na Copa, apareceu na vitória por 1-0 sobre a Espanha, também em Florença.[carece de fontes?] Essa partida ocorreu logo no dia seguinte a outro embate entre as duas seleções, empatado em 1-1 ao fim da prorrogação de uma partida que extenuou fisicamente alguns jogadores. Repôs a ausência de Angelo Schiavio,[carece de fontes?] o artilheiro dos italianos no torneio. Além da concorrência com Schiavio, também sofria outra, com Giuseppe Meazza. Isso e sua lesão precoce impediram que atuasse mais vezes pela Itália.

## Títulos
- Copa do Mundo FIFA: 1934
- Campeonato Italiano de Futebol: 1932-33, 1933-34, 1934-35
- Copa da Itália: 1937-38